# 三齿梭子蟹
三齿梭子蟹（学名：Portunus tridentatus）为梭子蟹科梭子蟹属的动物。在中国大陆，分布于西沙群岛等地，生活环境为海水，常见于珊瑚礁浅水中。